# Путешествие в машине времени (телесериал)
«Путеше́ствие в маши́не вре́мени» (англ. Time After Time) — американский драматическо-фантастический телесериал, премьера которого состоялась 5 марта 2017 года на телеканале ABC. Сериал разработан Кевином Уильямсоном и основан на одноимённом романе Карла Александра. 29 марта 2017 ABC закрыл сериал из-за низких рейтингов.

## В ролях
- Фредди Строма — Г. Дж. Уэллс
- Джошуа Боуман — Джон Стивенсон / Джек-потрошитель
- Генезис Родригес — Джейн Уолкер
- Николь Ари Паркер — Ванесса Андерс
- Дженнифер Феррин — Брук Монро
- Уилл Чейз — Гриффин Монро

## Отзывы критиков
Сериал получил смешанные отзывы критиков. На сайте-агрегаторе Rotten Tomatoes сериал держит 63% «свежести» со средним рейтингом 5,8/10, что основано на 16-ти отзывах. Критический консенсус сайта гласит: «„Путешествие в машине времени“ разрушает всю необычность главной сюжетной линии, оставляя отличный актёрский состав задыхаться в нудных отступлениях». На Metacritic сериал получил 58 баллов из ста, что основано на 19-ти «смешанных и средних» рецензиях.